# Bellator 120
Bellator 120 é um evento de artes marciais mistas promovido pelo Bellator MMA, é esperado para ocorrer em 17 de maio de 2014 no Landers Center em Southaven, Mississippi. Esse evento será o primeiro do Bellator a ser transmitido em pay-per-view.

## Background
O evento era esperado para contar com a trilogia pelo Cinturão Peso Leve do Bellator entre o atual campeão Eddie Alvarez e o ex-campeão Michael Chandler. Porém, uma concussão tirou Alvarez da luta, e Chandler agora enfrentará Will Brooks pelo Cinturão Interino.
Tito Ortiz é esperado para fazer sua estréia no Bellator nesse evento contra o Campeão Peso Médio do Bellator Alexander Shlemenko.
A Final do Torneio de Leves da 10ª Temporada entre Marcin Held e Patricky Freire aconteceria nesse evento. Porém, uma lesão tirou Freire da luta, fazendo a luta ser cancelada e será marcada para um futuro card.

## Card Oficial
^ a: Final do Torneio de Meio Pesados da 10ª Temporada.

^ b: Pelo Cinturão Peso Leve Interino do Bellator.

^ c: Final do Torneio de Pesados da 10ª Temporada.

^ d: Lyons acertou uma joelhada ilegal.

## Ligações Externas
1. ↑  a[›]
2. ↑  b[›]
3. ↑  c[›]
4. ↑  d[›]